# سد تنگ سرخ
سد تنگ سرخ یک سد در دست ساخت واقع در ۳۵ کیلومتری جنوب شرق شهر یاسوج در استان کهگیلویه و بویراحمد و در نزدیکی مرز استان فارس است که بر روی رودخانه بشار، از سرشاخه‌های رودخانه کارون قرار دارد. کلنگ زنی ساخت این سد در سال ۱۳۹۰ انجام شد و در سال ۱۳۹۶ عملیات ساخت به‌صورت جدی تر با هدف اولیه تأمین پایدار آب شرب یاسوج شروع شد.
حدود ۳۶٪ از منشأ آب روان در محدوده سد تنگ سرخ از استان کهگیلویه و بویراحمد و ۷۴٪ بقیه از استان فارس سرچشمه می‌گیرد. طبق نظر کمیته فنی آب کشور، ۶۴٪ از تنظیم آب سد تنگ سرخ (۱۰۱ میلیون متر مکعب) برای استان کهگیلویه و بویراحمد و ۳۶٪ (۵۶ میلیون متر مکعب) برای استان فارس است؛ ولی در مجوز سازمان حفاظت محیط زیست در تیر ماه سال ۱۴۰۰ برای ساخت سد، قید شد ۲۵ متر ارتفاع سد کاهش یابد و همچنین نوشته شده که «این مجوز مبنی بر انتقال آب سد تنگ سرخ به شیراز نیست». به گفته مدیر کل آب منطقه‌ای کهگیلویه در سال ۱۳۹۵ با کاهش ۲۵ متری ارتفاع سد، تحقق هدف انتقال تخصیص آب استان فارس از محل سد تنگ سرخ (توسط یک تونل ۵ کیلومتری) به این استان وجود ندارد.

## اهداف ساخت سد
بر اساس نظر کمیته فنی آب کشور و ابلاغ تخصیص آب انجام شده توسط وزارت نیرو برای شروع طرح سد تنگ سرخ دارای تنظیم آبی (برنامه تأمین آبی) به حجم ۱۵۷ میلیون مترمکعب از رودخانه بشار است که از این میزان ۲۰ میلیون مترمکعب برای شرب شهر یاسوج و روستاهای اطراف، مراکز دانشگاهی و علمی اطراف شهر و همچنین ۱۳/۳ میلیون مترمکعب جهت ۴ شهرک صنعتی، کارخانه سیمان مارگون و صنایع کشاورزی و روستایی، ۳۳میلیون مترمکعب برای تأمین آب بیش از ۴۲۰۰ هکتار اراضی کشاورزی و نیز ۳۴/۴۵ میلیون مترمکعب در سال برای بهبود محیط زیست و افزایش دبی آب رودخانه بشار در فصول بهار و تابستان است که جمعاً ۱۰۱ میلیون متر مکعب برای استان کهگیلویه و بویراحمد می‌شود.
همچنین چون ۷۴٪ تولید آب روان در حوضه آبریز رودخانه بشار در محدوده سد تنگ سرخ از استان فارس سرچشمه می‌گیرد، ۵۶ میلیارد متر مکعب به عنوان سهم این استان در نظر گرفته شده‌است.
با وجود قید تخصیص ۵۶ میلیون متر مکعب آب از محل سد تنگ سرخ به استان فارس، ولی در وجوز سازمان حفاظت محیط زیست برای احداث سد که در تیر ماه سال ۱۴۰۰ صادر شد بیان شد که ۲۵ متر ارتفاع سد کاهش یابد و «این مجوز مبنی بر انتقال آب سد تنگ سرخ به شیراز نیست». سال ۱۳۹۵ مدیرعامل وقت آب منطقه‌ای استان کهگیلویه بیان کرد که با کاهش ۲۵ متری ارتفاع سد امکان انتقال سهم استان فارس از تخصیص آب (توسط یک تونل ۵ کیلومتری) به این استان نیست.
مدیر آب منطقه‌ای کهگیلویه و بویراحمد در شهریور ۱۴۰۱ بیان کرد که هم‌اکنون آب شرب یاسوج از طریق چند حلقه چاه و منابع آبشار تأمین می‌شود که قابل اتکا نیستند. منابع آب جاری هم در زمان بارش‌ها گل‌آلود (و آب شهر یاسوج قطع یا آب محلات شهر جیره‌بندی) می‌شوند. همچنین جمعیت نیم میلیون نفریِ ۱۰ سال آینده را نمی‌توان با اتکا به چند حلقه چاه و آب آبشار تأمین کرد و بر اساس دستور العمل پدافند غیرعامل و آینده‌نگاری آب، سد تنگ سرخ را پیش‌بینی کرده‌ایم تا بارش‌های چهار ماه را کنترل و در هشت ماه بعد در اختیار مردم قرار دهیم، البته در کنار آن، اصلاح شبکه هم حتماً ضرورت دارد.
وی بیان داشت که هیچ منطقه ای در ایران موقعیت توپوگرافی و توریستی بین شیراز و یاسوج (محل دریاچه سد) را ندارد. رایزنی‌هایی با سازمان میراث فرهنگی استان در حال انجام است تا این منطقه به قطب گردشگری و ورزش‌های آبی و اسکی روی آب تبدیل و اشتغال ایجاد شود.

## مشخصات سد
سد از نوع خاکی با هسته رسی دارای ۶۶٫۵ متر ارتفاع و ۹۱۷ متر طول تاج است. آورد رودخانه در این مقطع نزدیک به ۳۰۰ میلیون مترمکعب بوده که ۱۵۷ میلیون مترمکعب آن توسط مخزن ۱۲۵ میلیون مترمکعبی سد تنگ سرخ مهار و ذخیره‌سازی می‌شود.
همچنین در مرداد ۱۴۰۲ معاون هماهنگی امور عمرانی استانداری کهگیلویه و بویراحمد بیان کرد که مخزن سد تنگ سرخ ۱۷۵ میلیون مترمکعب ظرفیت دارد.
کلنگ زنی این سد در سال ۱۳۹۰ انجام و شروع ساخت آن در سال ۱۳۹۶ بود.

## موقعیت سد
سد تنگ سرخ در فاصله ۳۵ کیلومتری جنوب شرق شهر یاسوج، ۵ کیلومتری مرز استان فارس و ۳۲ کیلومتری شهر اردکان استان فارس و ۱۱۰ کیلومتری شمال غرب شیراز قرار دارد.
دریاچه سد تنگ سدخ در ارتفاع آب ۵۶ متری و تراز ۲۰۶۶ متری از سطح دریا تا نزدیکی باغ فریدونی و در ارتفاع ۶۶ متری و تراز ۲۰۷۶ متری از سطح دریا با حدود ۹ کیلومتر طول تا نزدیکی روستای برد زرد استان فارس ادامه خواهد داشت.

## ساختمان شبکه آبیاری و زهکشی
قرار است چند خط لوله، آب به حجم ۱۰۱ میلیون متر مکعب را برای مصرف آشامیدنی، صنعت و کشاورزی به یاسوج و مناطق اطراف منقل کنند و یک خط لوله نیز آب به حجم ۵۶ میلیون متر مکعب را برای مصرف استان فارس (آب شرب شیراز منتقل کند.

## مسائل زیست‌محیطی
برخی کارشناسان محیط زیست معتقدند از آنجا که رودخانه بشار از کنار پارک ملی دنا عبور می‌کند، ساخت سد تنگ سرخ بر روی این رود حیات وحش پارک ملی دنا را ظرف ۲ سال نابود خواهد کرد. همچنین نسبت به انتقال سهم استان فارس از طریق یک تونل ۵ کیلومتری که به مخزن سد دروزدن در حوضه رود کر می‌ریزد مخالف دارند.
آرش مصلح، مدیرعامل شرکت آب منطقه‌ای کهگیلویه و بویراحمد، نیز بیان کرد احداث سد تنگ سرخ هیچ‌گونه خلأیی در نظام تولید آب پارک ملی دنا به وجود نخواهد آورد و سهم محیط زیست پارک ملی دنا داده خواهد شد و حتی پارک ملی دنا در بهار و تابستان (با تخصیص آب محیط زیست در این فصل‌ها) شاداب‌تر می‌شود.
برخی فعالان محیط زیست نیز تولید گاز متان در دریاچه سدها توسط باکتری‌های تجزیه کننده مواد زیستی را از دلایل مخالت با این سد و در کل سد سازی بیان کرده اند.

## نگارخانه
.

## جستار‌های وابسته
میزگرد چالشی در خصوص سد تنگ سرخ